# Tundža
Tundža (in bulgaro Тунджа?) è un comune bulgaro situato nel distretto di Jambol di 27 186 abitanti (dati 2009). Non c'è una località che funge da sede comunale. Gli uffici comunali sono situati a Jambol.

## Località
Il comune è formato dall'insieme delle seguenti località:
- Asenovo
- Bezmer
- Boljarsko
- Botevo
- Bojadžik
- Čargan
- Čelnik
- Draževo
- Drama
- Drjanovo
- Gălăbinci
- General Inzovo
- General Toševo
- Goljam manastir
- Hadžidimitrovo
- Hanovo
- Kabile
- Kalčevo
- Karavelovo
- Kozarevo
- Konevec
- Krumovo
- Kukorevo
- Malomir
- Meden kladenec
- Mežda
- Miladinovci
- Mogila
- Okop
- Ovči kladenec
- Pobeda
- Robovo
- Roza
- Savino
- Simeonovo
- Skalica
- Slamino
- Stara Reka
- Tărnava
- Tenevo
- Veselinovo
- Vidinci
- Zavoj
- Zlatari